# Home (chanson de Kobi Marimi)
Pour les articles homonymes, voir Home.
Chanson représentant Israël au Concours Eurovision de la chanson
 Toy
(2018) Feker Libi
(2020)
Home (en français "Chez moi") est une chanson du chanteur israëlien Kobi Marimi. Elle représente Israël au Concours Eurovision de la chanson 2019, à Tel Aviv en Israël. Elle est intégralement interprétée en anglais, le choix de la langue étant libre depuis l'édition 1999 du concours.

## À l'Eurovision
La chanson représente Israël au Concours Eurovision de la chanson 2019, à Tel Aviv en Israël, après que son interprète Kobi Marimi a été sélectionné au moyen de l'émission HaKokhav HaBa L'Eurovizion, version nationale de l'émission de télé-crochet Rising Star, qui sert en Israël de sélection nationale pour le Concours,.

Étant donné qu'Israël est le pays hôte de l'Eurovision 2019, la chanson est automatiquement qualifiée pour la finale, qui se tient le samedi 18 mai 2019, où il a été déterminé par tirage au sort qu'elle sera la quatorzième à être interprétée sur scène, parmi vingt-six participants.

## Liste des pistes
| 1. | Home | 2:58 |